# Gorgyrella
Genre
Gorgyrella est un genre d'araignées mygalomorphes de la famille des Idiopidae.

## Distribution
Les espèces de ce genre se rencontrent se rencontrent en Afrique du Sud et au Zimbabwe.

## Liste des espèces
Selon World Spider Catalog (version 14.0, 2013) :
- Gorgyrella hirschhorni (Hewitt, 1919)
- Gorgyrella inermis Tucker, 1917
- Gorgyrella namaquensis Purcell, 1902
- Gorgyrella schreineri Purcell, 1903

## Publication originale
- Purcell, 1902 : New South African trap-door spiders of the family Ctenizidae in the collection of the South African Museum. Transactions of the South African Philosophical Society, vol. 11, p. 348-382 (texte intégral).